# Emil Oberle
Emil Oberle (Karlsruhe, 16 november 1889 – aldaar, 25 december 1955) was een Duits voetballer.

## Biografie

### Clubcarrière
Oberle begon zijn carrière bij Karlsruher FC Phönix. Nadat de club stadsrivaal KFV steeds moest laten voorgaan in de competitie konden ze in 1909 regionaal kampioen worden. In de Zuid-Duitse eindronde konden ze ook de titel veroveren zodat ze deelnamen aan de nationale eindronde. In de kwartfinale tegen 1. FC 1894 München-Gladbach won de club met 0-5. In de halve finale tegen SC Erfurt 1895 (9-1) wist Oberle twee keer te scoren. In de finale namen ze het op tegen titelverdediger Berliner TuFC Viktoria 89. Hoewel Willi Worpitzky de hoofdstedelingen op voorsprong bracht kon Arthur Beier de gelijkmaker binnen trappen in de 30ste minuut. Met nog twee goals van Wilhelm Noë en een goal van Hermann Leibold stond het 4-1 voor Phönix. Helmut Röpnack kon nog de aansluitingstreffer maken, maar Phönix had de titel binnen.
Als titelverdediger mocht de club ook het jaar erna aantreden in de eindronde. In de kwartfinale tegen VfB Leipzig viel Leibold na 25 minuten uit met een beenblessure. Toch won Phönix met 1-2 dankzij een goal van Oberle in de 84ste minuut en plaatste zich voor de halve finale, waar er zowaar een stadsderby gespeeld werd tegen KFV, dat al de Zuid-Duitse titel veroverd had. KFV kwam 2-0 voor en in de 65ste minuut maakte Beier de aansluitingstreffer maar dit kon niet beletten dat de stadsrivaal amper een jaar na Phönix ook de Duitse landstitel won. De volgende jaren domineerde KFV de competitie.
In het kader van de Bagdadspoorweg ging hij als bankier in Istanboel werken en ging zo voor Galatasaray spelen. Na het einde van de Eerste Wereldoorlog keerde hij terug naar Duitsland. Zijn broer Joseph speelde in deze tijd ook voor Galatasaray. In 1921 zorgden de broers in Hamburg voor de eerste buitenlandse transfer van een Turkse speler naar Duitsland. Omdat ze de Turkse taal machtig waren slaagden ze erin om Bekir Refet te overtuigen om voor Phönix Karlsruhe te spelen. Oberle keerde ook terug naar Turkije en werd er directeur van een Duitse bank. In mei 1951 organiseerde hij voor VfB Mühlburg een reis naar Turkije. Bij een bezoek in 1955 aan Karlsruhe overleed hij aan een embolie.

### Nationaal elftal
Op 4 april 1909 maakte hij zijn debuut voor het nationaal elftal in zijn thuisstad Karlsruhe tegen Zwitserland. Zijn volgende interland was pas in 1912 toen ze 5-5 gelijk speelden tegen Nederland en later nog 2-1 wonnen van Zwitserland.
Die zomer reisde hij met de Mannschaft naar Zweden om deel te nemen aan de Olympische Spelen. Oberle werd niet opgesteld in de wedstrijd tegen Oostenrijk, die ze met 1-5 verloren. Er was dat jaar wel nog een troostronde voor de teams die verloren in de eerste twee wedstrijden waarbij hij wel ingezet werd en na een 16-0 monsterzege op Rusland verloren ze de halve finale met 1-3 van Hongarije.